# エイブラハム・リンカーン (大尉)
エイブラハム・リンカーン（Abraham Lincoln, 1744年5月13日 - 1786年5月）は、アメリカ合衆国大統領エイブラハム・リンカーンの祖父でアメリカ独立戦争期の民兵大尉。

## 生い立ち
先祖はイングランド系移民サミュエル・リンカーンである。父ジョン・リンカーン（1716年 - 1788年）はニュージャージー植民地モンマス郡で生まれ、ペンシルバニア植民地スクールキル川で育った。自給自足農業を営み、織物により、貿易を学んだ。モルデカイ・リンカーン邸は父の再婚相手の子供たちに残された。1743年、カナーボンタウンシップ、ペンシルベニア州ランカスター郡のエノク・フラワーズの娘レベッカ・モリス（1720年 - 1806年）と結婚した。彼女はジェームズ・モリス未亡人で幼い息子ジョナサン・モリスがいた。
エイブラハム自身はペンシルベニア州バークス郡で1744年5月13日に誕生した。ジョンとレベッカ・リンカーンの長男で、9人兄弟であった。順にハンナとリディア（双子、1748年生）、アイザック（1751年生）、ジェイコブ（1750年生）、ジョン（1755年生）、サラ（1757年生）、トーマス（1761年）、レベッカ（1767年生）である。

## 経歴
製革業の貿易を学び、後に弟ジョンを見習いとした。当時のバークス郡の著名な製革業者であったジェームズ・ブーン（1709年 - 1785年、ダニエル・ブーンのおじ）がハイスター・クリークの自宅近くに住んでいた。その娘アンは、ジョン・リンカーンの異母弟と結婚した。この繋がりは後の職業選択に大いに影響を与えた。
1768年に父ジョンがバージニア植民地シェナンドー・バレーに土地を購入した。そして、オーガスタ郡（現ロッキンガム郡）リンビルクリークの600-エーカー (2.4 km2)ほどの地に定住した。1773年、父から弟アイザックと共に土地を分与され、両親の家からリンビルクリークを隔てた土地に家を建てた。
1772年にメアリー・シプリーと結婚した。次にリンビルクリークのアレクサンダー・ヘリング（1708年 - 1778年）とアビゲイル・ハリソン（1710年 - 1780年）の娘バテシバ・ヘリング（1742年 - 1836年）と結婚した。5人の子供を儲けた。モルデカイ・リンカーン、ジョサイア（1773年頃生）、メアリー・リンカーン・クルーム、トーマス・リンカーン、ナンシー（1780年生）である。
アメリカ独立戦争の際、オーガスタ郡民兵大尉を務め、1778年にロッキンガム郡民兵が組織されると、その大尉となった。隣人60人を指揮下に収め、バージニア州知事の命令を受け、進軍した。一団はラクラン・マッキントッシュ将軍の指揮下で、1778年の秋と冬、ペンシルベニア州のマッキントッシュ砦とオハイオ州のローレンス砦建設を支援した。
1780年、ミルクリークの土地を売却し、1781年、ケンタッキー州ジェファーソン郡(当時はバージニア州)に引っ越し、ルイビルから約32km程の所に定住した。その地域には当時まだ、オハイオ川を隔て、インディアンが居住していた。入植者は、安全の為、辺境の砦の近くに住み、警報と共に避難した。Floyd's Fork Hughes' Station 郊に住み、土地を開拓し、トウモロコシを植え、小屋を作り始めた。少なくとも5544エーカーの豊かな土地を所有していた。

## 死
1786年5月のある日、3人の息子と畑で働いていると、近くの森から撃たれ、地面に倒れた。長男モルデカイ・リンカーンは弾が装填された銃がある小屋に走り、息子・ジョサイアはヒューズ駅に助けを求め、走った。末子トーマスはショックで立ち尽くしていた。モルデカイは小屋から、森から出てきて、父の脇に立つインディアンを観察した。殺すため、運ぶために遺体に近づくのを見て、慎重に狙いを定め、胸を撃ち、殺害した。
小屋の脇に埋葬された。現在、そこはイーストウッド近くのロングランバプテスト教会と墓地となっている。1937年、墓地に追悼碑が設置された。
残された妻バトシェバと5人の子供たちは、インディアンの攻撃の危険性が少なく、また、国がより厚く定住を支援していたワシントン郡に引っ越した。法律に基づき、長男モルデカイはエイブラハムの財産の3分の2、妻バトシェバは3分の1を継承した。他の子供たちに遺産はなく、特に末子トーマスは学校に通いつつも、働くことを余儀なくされ、苦労した。
後年、トーマスは息子のエイブラハム・リンカーンのために、その一日の物語を詳しく語った。エイブラハムは後に"The story of his death by the Indians,"を執筆し、 "and of Uncle Mordecai, then fourteen years old, killing one of the Indians, is the legend more strongly than all others imprinted on my mind and memory."と書いている。

### Citations
- “Abraham Lincoln in Pennsylvania”.   Pennsylvania Historical and Museum Commission. 2007年11月23日時点のオリジナルよりアーカイブ。2008年1月8日閲覧。
- Bogan, Dallas (2004年). “The Pioneer Writings of Josiah Morrow” (excerpt). The Lincoln Family. 2008年1月17日時点のオリジナルよりアーカイブ。2008年1月8日閲覧。
- Guenther, Karen (2003年). “The World of Moses Boone: The Economic Activity of a Berks County Tanner in the 1780s” (reprint).   The Historical Society of Berks County. 2007年12月14日閲覧。
- Harrison, John Houston (1935). Settlers By the Long Grey Trail. Dayton VA: Joseph K. Ruebush. pp. 282–286, 349–351
- “Kentucky Historical Marker Database”. Jefferson County.   Kentucky Historical Society (2002年). 2008年2月1日時点のオリジナルよりアーカイブ。2008年1月14日閲覧。
- Lea, J. Henry; Hutchinson, John R. (1909) (Google book full text). The Ancestry of Abraham Lincoln. Boston: Houghton Mifflin. pp. 63–64, 68–72, 76–77, 82–83
- Lincoln, Abraham; Fehrenbacher, Don E. (editor) (1989) (Google books limited preview). Speeches and Writings, 1832-1858. New York: Viking Press. pp. 299–301. ISBN 0-940450-43-7 2008年1月13日閲覧。
- Tarbell, Ida M. (1896) (Google books full text). The Early Life of Abraham Lincoln. New York: S. S. McClure Ltd.. pp. 24, 27, 29 2008年1月13日閲覧。
- Warren, Louis A. (July 1931). “Abraham Lincoln, Senior, Grandfather of the President”. Filson Club Historical Quarterly 5 (3) 2011年11月29日閲覧。.
- Warren, Louis A. (1949年). “The Lincolns of Berks County” (reprint).   The Historical Society of Berks County. 2008年1月6日閲覧。
- Warren, Louis A. (April 1938). “Three Generations of Kentucky Lincolns”. Filson Club Historical Quarterly 12 (2) 2011年11月29日閲覧。.
- Wayland, John W. (1987 reprint). The Lincolns in Virginia. Harrisonburg VA: C.J. Carrier. pp. 24–57